# André Cazeneuve
Pour les articles homonymes, voir Cazeneuve.
André Cazeneuve (1817-1874) était un caporal de l'Armée française et entraîneur de chevaux de la Garde de l'empereur Napoléon III. Il fut membre de la première mission militaire française au Japon en 1867, où il a accompagné Jules Brunet. Il a travaillé en tant qu'instructeur dans la cavalerie de l'armée du Shogun, et fut la première personne à introduire des chevaux arabes au Japon.

## Histoire
À l'annonce de la guerre de Boshin, et à la suite de la déclaration de neutralité des puissances étrangères, Cazeneuve a choisi de démissionner de l'armée française et de continuer le combat du côté du Bakufu.
Il a participé à la bataille de Hakodate, dans laquelle il fut le chef d'un des quatre régiments japonais. Il a été sévèrement blessé pendant cette bataille. À la fin du conflit, il fut ramené à Yokohama puis exilé vers la France.
Il est revenu au Japon en 1871. Le récent gouvernement de Meiji l'a alors employé pour s'occuper des chevaux de l'armée. Il tomba malade et décéda en 1874 sans retourner en France.

## Fiction

### Films
- Dans le drama japonais Goryokaku, 1988, André Cazeneuve est interprếté par l’acteur franco-japonais Claude Ciari.

### Romans
- Un pétale dans la braise, Geoffrey Royer, 2024.

## Source de la traduction
- (en) Cet article est partiellement ou en totalité issu de l’article de Wikipédia en anglais intitulé « André Cazeneuve » (voir la liste des auteurs).